# Market Rasen
Market Rasen est une ville et une paroisse civile du Lincolnshire, en Angleterre.